# 一月起義

戒嚴期間駐紮在華沙的俄軍，1861年

一月起義是指1863年1月开始，於波兰-立陶宛聯邦舊領土上發生的反俄罗斯帝国起義，這是1795年波兰-立陶宛聯邦滅亡後，波蘭民族主義者發起的又一次大規模「復國」起義，但俄軍之後以優勢軍力鎮壓下去。起義連帶造成沙皇在1864年3月2日宣布「波蘭-立陶宛之農奴解放令」，摧毀了原屬社會上層的波蘭-立陶宛貴族，也導致形式上半自治的波蘭議會王國於1867年被完全廢除。

## 過程

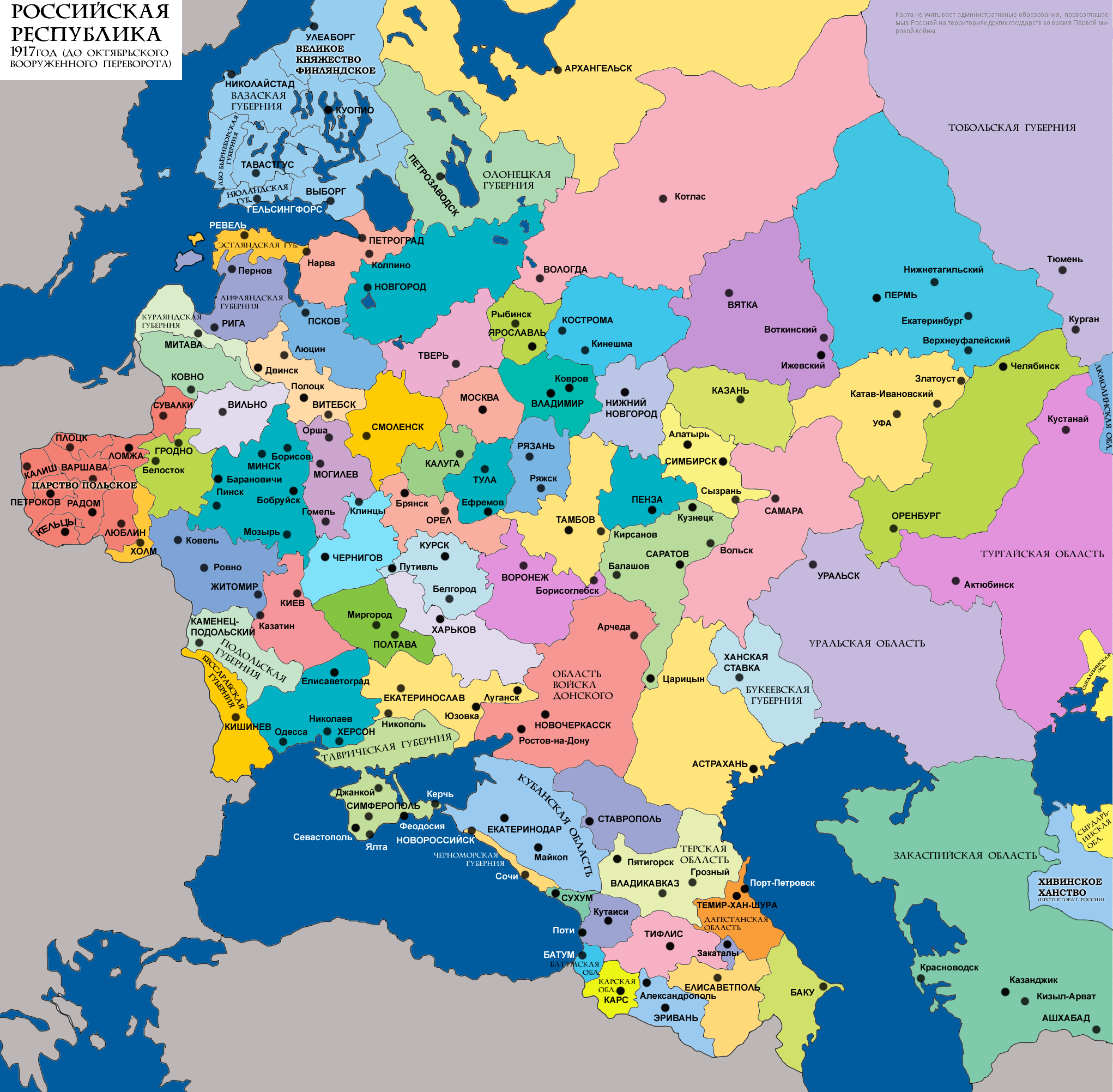
一月起義集中發生在俄羅斯帝國最西邊的四個顏色區：「米紅色與黃色的波蘭議會王國」、「灰綠色與青色的立陶宛省」

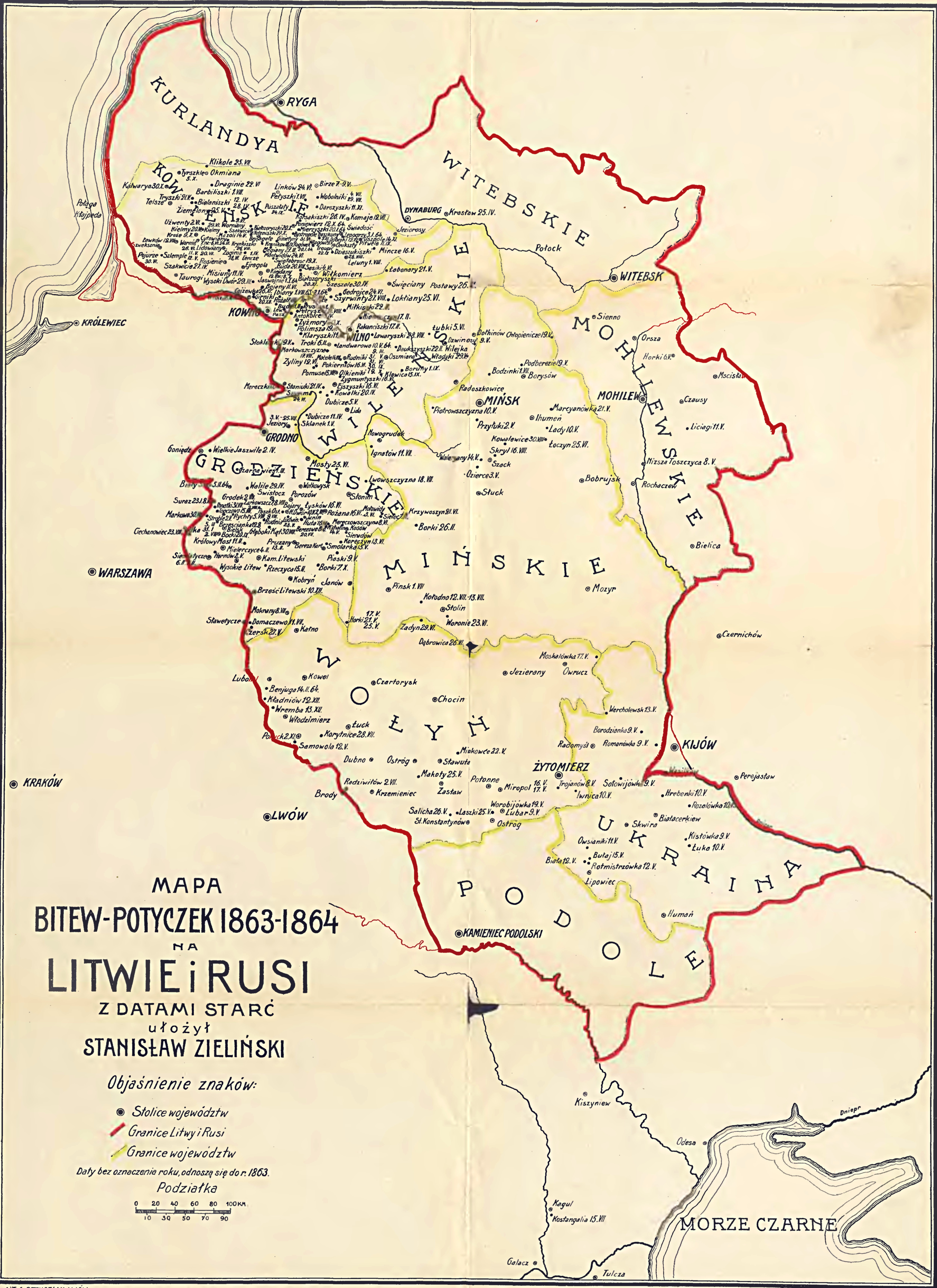
起義期間在立陶宛、拉脫維亞、白羅斯和烏克蘭各處交鋒的總匯地圖。

当时波兰民族主义者的主要领袖有右翼“白党”的吉莱尔和左翼“红党”的帕德列夫斯基。在后者主持下，波蘭地區的中央民族委员会于1863年1月22日宣布起义。当天夜晚，6000名波兰下层民众组成的起义军揭竿起義。他们获得了农民的支持，在基埃尔策和卢布林东部获得一些胜利，但由于沙俄军队围剿，遂转入游击战。起义烽火后来蔓延至立陶宛和白俄罗斯，然而，4月至6月，在沙俄的严厉镇压下多处义军都遭到失败，帕德列夫斯基也在5月15日阵亡。
4月之后，起义的领导权渐渐转入“白党”手中，因為那些反俄且具有動員力的波蘭-立陶宛貴族，只願意團結在白黨的「復國」名號下，要求恢復曾經「偉大的」波蘭-立陶宛聯邦。反俄貴族們希望藉由軍事反抗，迫使俄國擴大波兰-立陶宛貴族（什拉赫塔）的自主權力、恢復維爾紐斯大學，並以母語出版書報而不受審查言論法案束縛。5月10日白黨成立了民族政府，但是起義軍立刻面對數量與槍砲都占優勢的27萬俄軍，於是接連吃下許多敗仗，不得不放棄大規模的正面交鋒。到10月，採納紅黨「均分土地」意見的罗·特劳古特将军控制了政权，他宣布農奴皆可分到土地並镇压地主，藉此獲得大量農民的支持而力挽狂瀾，但也使大量“白党”的貴族开始投靠沙俄政府。到1863年7月，增援至34萬的俄軍再度取得一連串的勝利。1864年3月2日，亚历山大二世在波兰废除农奴制、分配田地給農奴。这些改革立刻使起义军丧失了许多农民的支持，4月特劳古特被捕，起义失败。

## 國際反應
起義爆發之後，歐洲各國大多對波蘭起義報以同情的態度，並批評沙俄鎮壓民族主義的血腥手段。同情波蘭的大國以英國、法國、奧國三國為代表，於1863年先後三次向俄國發出「照會」，要求沙俄尊重波蘭議會王國的（有限）自治權並放棄「血腥報復」的鎮壓手段，其他國家如瑞典、丹麥、西班牙、葡萄牙、義大利王國、鄂圖曼土耳其等也加入此一呼籲的行列。支持俄國的列強只有俾斯麥主政的普魯士，成功換得俄國的感謝及友好態度，使俄國於之後的普奧戰爭、普法戰爭中偏袒普魯士，間接幫助普魯士在1871年完成了德意志統一。
歐洲的輿論圈也幾乎都是同情或力挺波蘭起義者的「壯舉」。如天主教的教宗庇護九世因其保守立場，雖然稍稍批判波蘭起義中紅黨激進立場，但他公開讚揚白黨的「十字軍精神」，並號召信徒一起為波蘭的天主教信仰祈求上帝恩典、擺脫俄國的東正教「魔掌」，大大增強了歐洲民眾對波蘭起義的同情；而力挺紅黨的「熱血」人士，則包含了流亡倫敦的法國文豪雨果、匈牙利民族革命家科蘇特、義大利民族主義英雄馬志尼和加里波底，以及左派的共產主義者馬克思、恩格斯，與俄國赫爾岑、無政府主義者巴枯寧，他們不只號召歐洲各界捐款出軍火給起義軍，甚至不少人率隊到波蘭參加起義，如加里波底之子就義無反顧地加入波軍，最後壯烈犧牲。

## 結果與評價

波蘭起義軍的旗幟

一月起義遭到鎮壓，使「波蘭-立陶宛」的社會主力階層──什拉赫塔貴族遭到巨大打擊，包含沒收什拉赫塔的大片土地並課以重稅，導致什拉赫塔快速裂解。這使原本弱小的知識份子和中產階級，能在後續的政治及社會現代化運動中，展開對農民的連結及母語宣傳工作，團結彼此力量，進而使貴族階級因此喪失社會中的龍頭地位。
學界對1863年一月起義的評價和意義頗為矛盾，一方面波蘭、立陶宛的民族自主性受到重大打擊和迫害，但因為俄國同時終止了什拉赫塔貴族對農奴的強大剝削，並藉由貫徹1861年農奴廢除法令使農奴解脫、得到自耕地而大幅受益，這對社會公平的巨大功勞也必須肯定，因此好壞參半的矛盾評價隨之而來。然而起義被鎮壓的連帶夢魘是，沙俄開始強力的俄羅斯化政策，下重手打擊天主教會和波蘭、立陶宛族語學校。譬如政府禁止傳統拉丁字母的使用、限制天主教會的洗禮權利，又關閉許多知名且以母語授課的中等學校，代之以俄語教學的各級學校，其目的是要讓波蘭人、立陶宛人都改信俄國的東正教，並使殘餘的天主教會臣服於東正教之下。沙皇甚至在1865年頒布立陶宛書刊禁令，全面禁止出版立陶宛文的報紙和書刊
一月起義的另一結果，就是波蘭議會王國剩餘的獨立地位遭到完全廢除，1867年「波蘭（議會）王國」這個政治實體遭到俄羅斯的直接吞併。以前的非官方性名稱「維斯瓦河地區」（俄語：Привислинский Край）取代「波蘭王國」成為這一地區的正式名稱，這個地區成為了由總督統治的「總督區」，直到1875年該地區成為省。